# Dan ružičastih majica
Dan ružičastih majica godišnji je događaj protiv zlostavljanja koji se održava u više zemalja poput Hrvatske, Kanade i Novog Zelanda.
Sudionici nose ružičaste majice i prisustvuju ili su domaćini informativnih događaja za podizanje svijesti o zlostavljanju, posebno u školama. Dan ružičastih majica pokrenut je 2007. godine u Kanadi, gdje se održava svake godine zadnje srijede u veljači. Usvojen je na Novom Zelandu 2009. i obilježava se svake godine trećeg petka u svibnju.
Dan ružičastih majica u Hrvatskoj nacionalni je dan borbe protiv vršnjačkog nasilja koji se obilježava zadnje srijede u veljači. Jednoglasnom odlukom Hrvatskog sabora 17. veljače 2017. godine u Hrvatskoj nosi se ružičasto u znak borbe protiv vršnjačkog nasilja. Ideju i realizaciju pokrenuo je Centar za edukaciju i prevenciju nasilja.
Izvorni događaj organizirala su 2007. dva učenika 12. razreda po imenu David Shepherd i Travis Price iz Berwicka, Nova Škotska, koji su kupili i podijelili 50 ružičastih majica nakon što je učenik devetog razreda Chuck McNeill bio maltretiran jer je nosio ružičastu polo majicu tijekom prvog dana škole u srednjoj ruralnoj srednjoj školi „Central Kings” u Cambridgeu, Nova Škotska. Te je godine premijer Nove Škotske Rodney MacDonald proglasio drugi četvrtak u rujnu (usklađujući ga s početkom svake školske godine) kao „Danom borbe protiv zlostavljanja” u znak priznanja za te događaje.
Godine 2008., tadašnji premijer Britanske Kolumbije, Gordon Campbell, proglasio je 27. veljače pokrajinskim Danom borbe protiv zlostavljanja. Godine 2009., Kanadski klubovi dječaka i djevojčica izradili su ružičaste majice s natpisima „Tu prestaje maltretiranje” i „Dan ružičastih majica” za Dan borbe protiv zlostavljanja.
Godine 2012. Ujedinjeni narodi proglasili su 4. svibnja UN-ovim Danom borbe protiv zlostavljanja. Slično, UNESCO je prvi četvrtak u studenom proglasio Međunarodnim danom borbe protiv nasilja i zlostavljanja u školi, uključujući internetsko nasilje.